# Gabriel García Moreno
Gabriel Gregorio Fernando José María García y Moreno y Morán de Buitrón (24 de Dezembro de 1821 – 6 de Agosto de 1875) foi um político equatoriano que foi duas vezes Presidente de seu país (1859-1865 e 1869-1875) e foi assassinado durante o segundo mandato, depois de ser eleito para o terceiro. Ele é notável por seu conservadorismo, convicção cristã católica, mais a sua luta antimaçónica e por sua rivalidade contra o político magnata e liberal da época, Eloy Alfaro. Sob sua administração, o Equador se tornou o líder nos campos das ciências e alta educação na América Latina. Além disso, Garcia Moreno desenvolveu a economia e a agricultura do país, sendo um ferrenho opositor da corrupção, chegando até a dar o próprio salário para obras de caridade.

## Biografia
Gabriel García Moreno nasceu em 1821, filho de Gabriel García y Gómez, mercador espanhol, e María de las Mercedes Moreno y Morán de Buitrón, filha de uma rica família aristocrata da principal cidade portuária do Equador, Guayaquil.
García Moreno estudou teologia e direito na Universidade de Quito. Pensando ter vocação para padre, recebeu as ordens menores e a tonsura; mas seus amigos mais próximos e seus próprios objetivos convenceram-no a uma vida leiga.
Graduado em 1844, começou sua carreira tanto como advogado e jornalista (oposto ao governo Liberal no poder).
Em 1849 fez uma viagem à Europa para ver os primeiros efeitos da Revolução de 1848. Fez outra viagem em 1854-56.
Voltou para casa em 1856, encontrando o governo do país tomado por anticlericalismo; foi eleito senador e entrou na oposição. Embora fosse Monarquista (gostaria de ver um príncipe espanhol no trono), aceitou as circunstâncias e tornou-se presidente da República após uma guerra civil no ano seguinte ao seu retorno, tamanha era a reputação que adquirira como senador. Em 1861, foi confirmado o mandato por 4 anos. Infelizmente, seu sucessor foi deposto pelos liberais em 1867. Mas dois anos depois ele foi reeleito, e novamente em 1875. Durante seu cargo, a nação deu um salto, enquanto se tornava mais fervorosa e católica.
Pessoalmente piedoso (ouvia missa diariamente, também assistindo ao Santíssimo Sacramento; assim como comungava todos os domingos - uma atitude rara antes de São Pio X). Ele acreditava que o principal papel do Estado era promover e apoiar o Catolicismo. Igreja e Estado eram unidos, mas pelos termos da nova concordata, o poder estatal de apontar bispos foi anulado. A constituição de 1869 fez do Catolicismo a religião oficial e requeria que tanto candidato como eleitor fossem católicos. Ele foi o único líder no mundo a protestar contra a perda dos Estados Papais, e dois anos depois obteve a consagração da legislatura ao Sagrado Coração de Nosso Senhor Jesus Cristo. Um de seus biógrafos escreveu que após a consagração pública, ele foi condenado à morte pela Maçonaria Alemã.
Parte da animosidade gerada contra ele devia-se a seu favorecimento à Companhia de Jesus (Jesuítas).  Durante um período de exílio, ele ajudou um grupo de jesuítas desterrados a se refugiarem no Equador. Ele também defendia uma lei que iria clandestinizar as sociedades secretas.  Esta atitude com muitas outras similares encorajaram partidos anticatólicos do Equador, especialmente os Maçons, a ver nele um inimigo.
Ainda que a política em sua época fosse conturbada, o segundo mandato indica um apelo popular, provindo tanto das grandes massas populares que o apoiavam quanto da Igreja Católica. Seu vigoroso apoio à educação universal era baseado no modelo francês e tanto controverso quanto arrojado.
Por ambos os pais, García Moreno descendia de nobres famílias espanholas. Seu pai, Gabriel García y Gómez de Tama era espanhol de Soria, descendente da casa dos Duques de Osuña, e oficial da Marinha Real da Espanha. A mãe era de uma família aristocrática e proeminente de crioulos. Seu avô materno era o Conde de Moreno e governador-geral da Guatemala, antes de se mudar para Guayaquil, onde foi Governador Militar Perpétuo. Entre seus outros parentes estão José de la Cruz Ignacio Moreno y Maisonave, Arcebispo de Toledo e Cardeal Primaz da Espanha, e seus irmãos Teodoro Moreno y Maisonave, conde de Moreno e juiz da Suprema Corte Espanhola e Joaquín Moreno y Maisonave, historiador militar e Juiz Chefe do Tribunal Real das Ordens Militares do Reino de Espanha.
García Moreno fundou o Partido Conservador em 1869. Foi assassinado durante o segundo mandato por brutais golpes de facão. Após a morte, sua memória continua a ser celebrada no Equador, tanto como grande herói patriota e como grande amigo da Igreja e do cristianismo.

## Equador após a independência
A Independência na América Latina resultou na criação de dois partidos em todos os países: os Liberais e os Conservadores. Conservadores se inspiravam na Europa, principalmente na Espanha, nos campos social e político. Queriam se manter ligados à Igreja Católica, da mesma maneira que os primeiros colonizadores; além disso, queriam manter as fazendas em estilo feudal, que embora não dessem muito dinheiro, garantiam estabilidade social. Os liberais se inspiravam nos Estados Unidos, queriam a separação da Igreja e do Estado, além de fazendas altamente produtivas. Esses dois grupos se enfrentaram desde a independência. Os conservadores produziram alguns grandes líderes como Agostinho I do México, e Rafael Carrera, na Guatemala. No decurso do século XIX, ambos os partidos se depararam com novas invenções, como as ferrovias, sem saber o que elas trariam a seus países.
De 1845 a 1860, o Equador esteve à beira da anarquia; foi dessa situação precária que Garcia Moreno salvou o país.

## Panorama económico do Equador
Ele recebeu o cargo de presidente em um país com cofres vazios e com uma enorme dívida. Para superar o problema, ele diminui gastos, acabou com nepotismo e cargos desnecessários e atacou seriamente a corrupção. Como resultado, foi capaz de fazer mais avanços, ainda que com pouco dinheiro. Ele tanto melhorou as finanças como atraiu investimento estrangeiro. A escravidão foi por ele abolida e até houve compensação completa para os proprietários; (assim nem ex-escravos nem senhores sofreram economicamente). O exército foi reequipado, e mandou oficias para estudar na Prússia. Prostíbulos foram fechados e hospitais abertos nas principais cidades. Ferrovias e rodovias nacionais foram abertas, o telégrafo estendido e os sistemas de correios e distribuição de água criados. As cidades foram pavimentadas e a criminalidade enfrentada duramente. García Moreno ainda reformou as universidades, estabeleceu duas universidades politécnicas e agrícolas e uma Escola Militar, e aumentou o número de escolas de 200 para 500. O número de estudantes aumentou de 8000 para 32 000. Para contratar empregados para a enorme expansão do sistema de saúde e educação, religiosos estrangeiros foram chamados. Tudo foi feito enquanto expandia a democracia e garantia direitos iguais ante a lei a todo equatoriano.

## Panorâma político e assassinato
Muitos liberais odiavam García Moreno; quando ele foi eleito pela terceira vez em 1875, assinou sua sentença de morte. Ele escreveu imediatamente para o Papa Beato Pio IX pedindo sua bênção antes do dia da posse em 30 de agosto:

Eu desejo receber vossa benção antes daquele dia, para que tenha a força e a luz de que tanto preciso para que conseguir até o fim ser um fiel filho de Nosso Redentor, e um leal e obediente servo de Seu Infalível Vigário. Agora, quando as Lojas Maçônicas dos países vizinhos, instigadas pelos alemães, estão vomitando contra mim toda sorte de insultos atrozes e horríveis calúnias, agora quando as Lojas Maçônicas estão secretamente planejando meu assassinato, eu tenho mais do que nunca a necessidade da proteção divina para que possa viver e morrer em defesa de nossa Santa Religião e da amada Respública que uma vez mais sou chamado a governar.

A previsão de García Moreno estava correta; ele foi assassinado por conspiradores na saída da Catedral de Quito, sob facadas e tiros, sendo suas últimas palavras: "¡Dios no muere!" ("Deus não morre!").  Faustino Rayo, o líder dos assassinos, tinha atacado-o com seis ou sete golpes de facão, enquanto seus três comparsas atiravam com seus revólveres.
Em 5 de agosto, pouco antes de seu assassinato, um padre visitou García Moreno e alertou-o, "Alertaram-me de que tua morte foi decretada pelos Maçons; mas não me disseram quando. Ouvi dizer que os assassinos irão levar o plano deles a cabo logo.  Pelo amor de Deus, tome as medidas necessárias!"   García Moreno respondeu que ele já houvera recebido avisos similares e que após calma reflexão concluíra que a única medida que podia tomar era preparar-se para aparecer ante Deus para seu julgamento 
"Parece que ele foi assassinado por membros de uma sociedade secreta," observou um analista contemporâneo.
Gabriel Garcia Moreno recebeu a Extrema-Unção pouco antes de morrer e entre os pertences que portava estava a cópia da Imitação de Cristo. O Papa Pio IX, declarou que Gabriel Garcia Moreno "morreu vítima da Fé e da Caridade Cristã por seu amado país."